# Gennadas gilchristi
Gennadas gilchristi är en kräftdjursart som beskrevs av William Thomas Calman 1925. Gennadas gilchristi ingår i släktet Gennadas och familjen Benthesicymidae. Inga underarter finns listade i Catalogue of Life.